# 漢陽寺

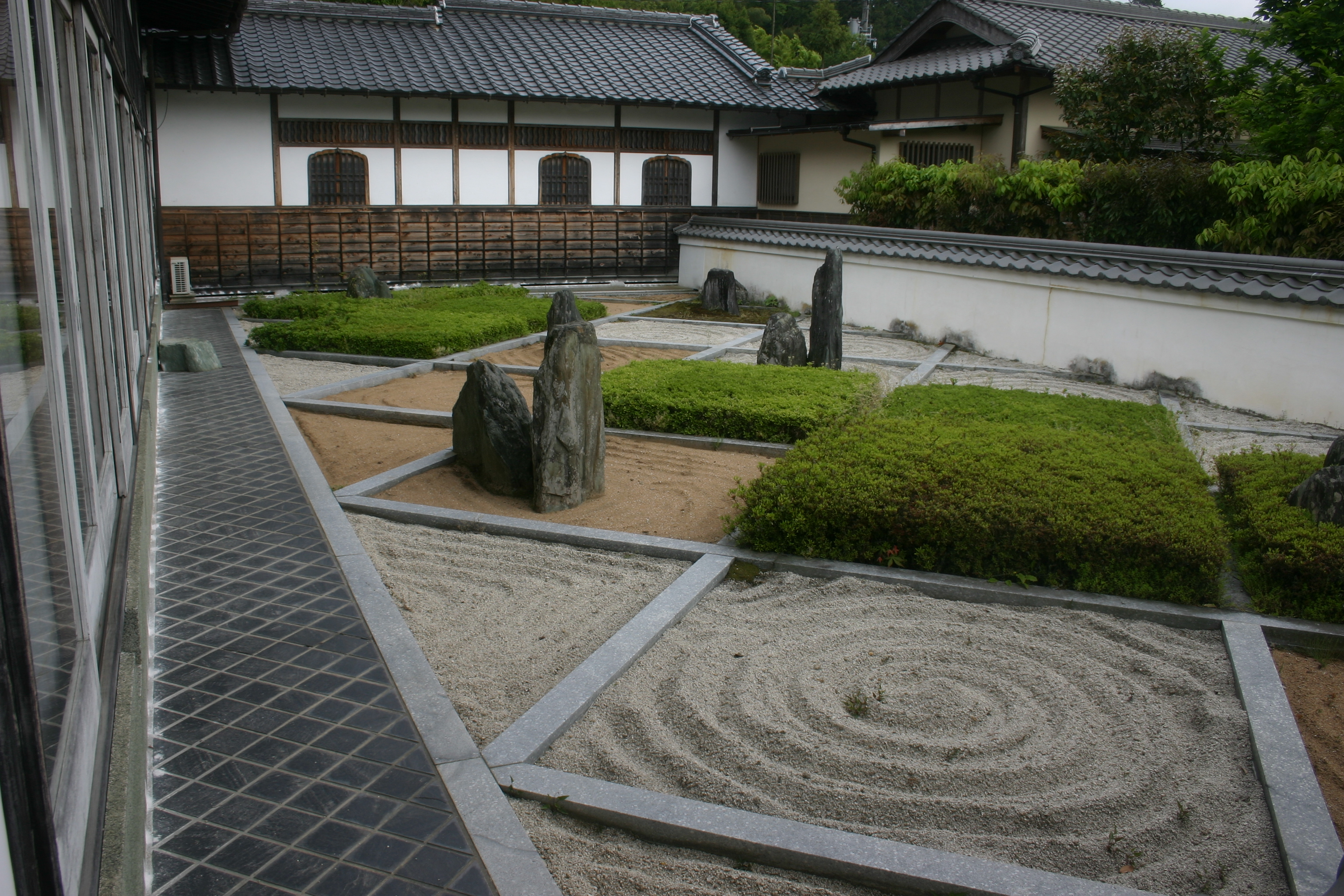
漢陽寺庭園「瀟湘八景の庭」（非公開）

漢陽寺（かんようじ）は、山口県周南市鹿野上にある臨済宗南禅寺派の寺院。大本山南禅寺派別格地鹿苑山漢陽寺が、正式名称である。

## 概要
1374年（応安7年）、用堂明機禅が開山したと伝わる。禅師は、唐にわたり杭州で竺源遠禅師に師事して11年間に渡り修行と研鑽を積んだ名僧といわれた。
本尊は聖観世音菩薩である。中国三十三観音霊場第十五番札所、山陽花の寺二十四か寺第四番札所にあたる。

## 庭園
作庭師、重森三玲の作庭による曲水の庭で知られる。この庭は、重森が1969年（昭和44年）から8年間を費やし、平安時代から鎌倉を経て、桃山時代にいたるさまざまな時代の代表的な庭園様式を楽しむことができるように設えられている。
本堂前庭の曲水の庭、地蔵遊化の庭は平安様式、書院裏の蓬莱山池庭、その東の九山八海は鎌倉様式、三門前の玉澗式枯山水庭は桃山様式になっている。

## 登録記念物
庭園は「漢陽寺庭園」として、2021年（令和3年）10月に国の登録記念物に登録されている。重森三玲による作庭で、「水の流れ」「枯山水」「石組みと池泉」といったさまざまな様式、大きさ、主題、意匠によって造られた複数の庭園で構成されており、「造園文化の発展に寄与した意義深い事例である」としている。

## 観光
精進料理で有名。予約が必要。

## アクセス
- 中国自動車道の鹿野ICから1km、車で約3分。
- 山陽新幹線徳山駅から防長交通バス鹿野行で、約1時間、終点の鹿野下車。徒歩10分。

## 隣の札所
中国三十三観音霊場
特別霊場 般若寺 -- 15 漢陽寺 -- 16 洞春寺
山陽花の寺二十四か寺
3 般若寺 -- 4 漢陽寺 -- 5 龍蔵寺